# Miletus rex
Miletus rex är en fjärilsart som beskrevs av Hans Fruhstorfer 1913. Miletus rex ingår i släktet Miletus och familjen juvelvingar. Inga underarter finns listade i Catalogue of Life.